# Астраханское адмиралтейство
Астраханское адмиралтейство — адмиралтейство, основанное в 1722 году в Астрахани по указу царя Петра I как верфь для строительства гребных и парусных судов всех классов, кроме кораблей и фрегатов, Каспийской военной флотилии. Верфь входила в состав Казанского адмиралтейства, в 1827 году получила самостоятельность и была преобразована в Астраханское адмиралтейство, на котором началось строительство колёсных пароходов с железным корпусом. В 1867 году Астраханское адмиралтейство и военный порт из-за низкого уровня воды в Волге, который делал невозможным проход морских судов, были переведены из Астрахани в Баку.

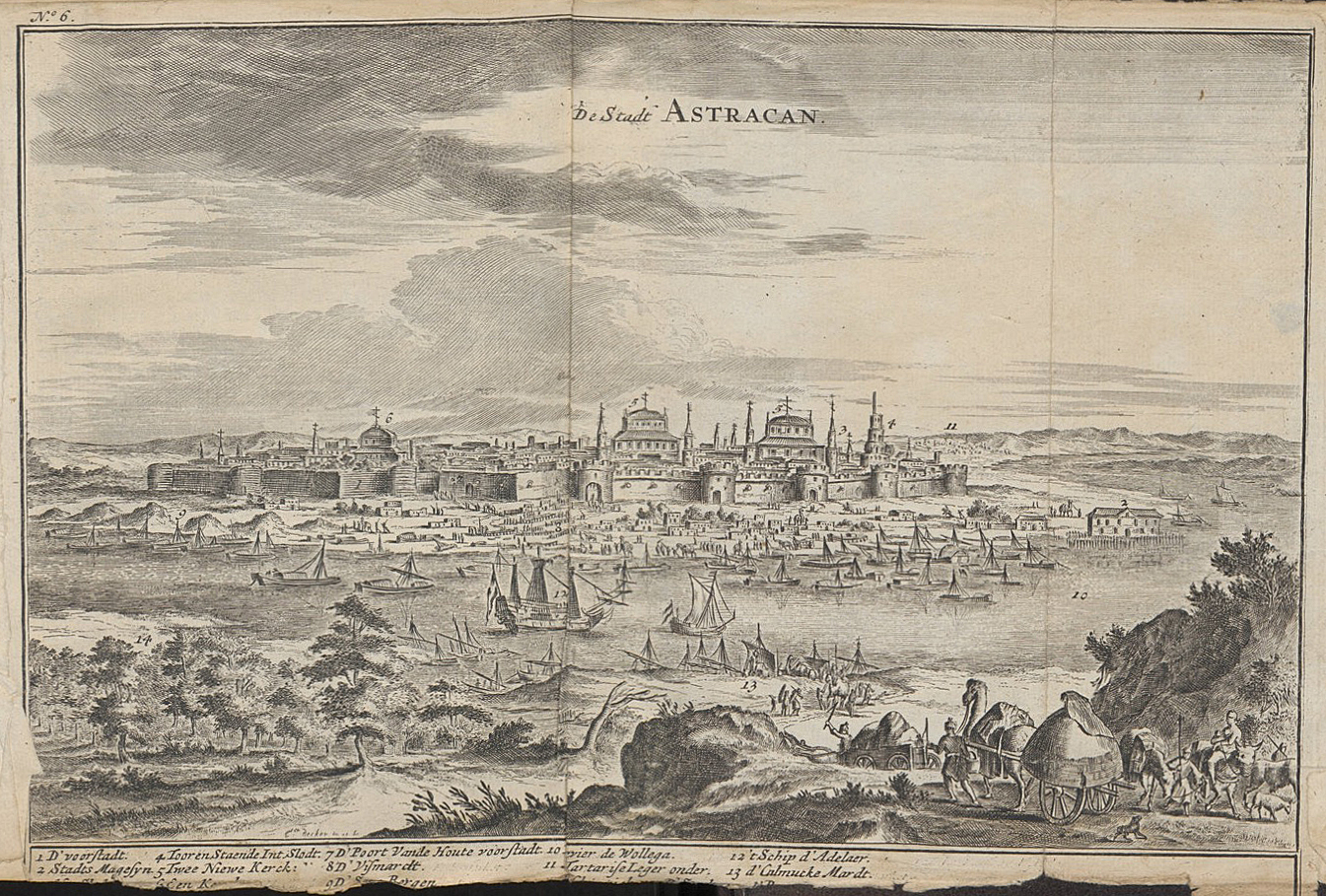
Вид города Астрахани (1746)

## Основание Астраханской верфи
4 ноября 1722 года во время Персидского похода Пётр I, находясь в Астрахани, приказал строить верфь «в том месте, где ныне суды осенью на Кутумовой реке вытаскивали». 29 декабря того же года Губернская канцелярия Астрахани получила новый указ царя: «При Астраханском порте для военной службы содержать адмиралтейство и морских адмиралтейских служителей, и для того построить казармы на осмотренном под строение способном месте». Пётр велел очистить устье реки для прохода судов, а верфь строить под стенами крепости на берегу реки Кутум. Чтобы вешние воды не затапливали верфь, царь поручил вырыть рвы и насыпать земляные валы. С 1722 года Астраханская верфь входила в состав Казанского адмиралтейства. В 1720-х годах начальником Астраханской верфи являлся француз на русской службе Пётр Посьет. Командование верфи подчинялось Адмиралтейств-коллегии.

## История

### Верфь в составе Казанского адмиралтейства
С февраля 1721 года в Астрахани для наблюдения «за коммерциею и находящимися там судами» находился голландец на русской службе капитан 2 ранга Ян Блорий. В 1722 году он руководил строительством «новоманерных лодок» на Астраханской верфи. Летом 1722 года по указанию Петра I в Астрахань прибыл корабельный мастер Ф. П. Пальчиков для организации обеспечения ремонта и строительства ластовых судов для Персидского похода русского войска, в котором лично участвовал.
В 1722 году на Астраханской верфи для Каспийской флотилии были построены гукор «Принцесса Анна»  и 26 островных лодок. В 1723 году на верфи было построено ещё 11 малых речных судов. С 1725 года и до начала XIX века деятельность верфи ограничивалась профилактикой и ремонтом судов Каспийской флотилии, а также разборкой кораблей, пришедших в негодность. 20 декабря 1725 года главным командиром Астраханского порта был назначен шаутбенахт И. А. Сенявин . Прибыв в Астрахань, он предложил на верфи строить гекботы из более прочного дубового леса, а также превратить их из транспортных судов в военные, путём повышения высоты бортов и прорезании в них пушечных окошек. Однако преждевременная смерть 27 августа 1726 года не позволила ему осуществить планы. В 1790 году на верфи тимберовали 14-пушечные фрегаты «Кавказ» и «Астрахань» (построенные в Казанском адмиралтействе).
В начале XIX века в Астрахани помимо ремонта кораблей начало возрождаться строительство судов. 19 декабря 1804 года на верфи строителем Лукмановым был заложен 16-пушечный бомбардирский корабль «Гром» (спущен на воду 4 июля 1805 года). 21 октября 1805 года заложен транспорт «Осётр» (спущен на воду 11 мая 1807 года).
В 1814 году управляющим Астраханским адмиралтейством был назначен помощник корабельного мастера А. А. Попов. Он составил новый проект и руководил строительством небольшой судостроительной верфи на речке Царевой (приток Волги), двух крытых эллингов для ремонта старых и постройки новых небольших судов. Принимал участие в проектировании новых зданий адмиралтейства. По собственному проекту построил в Астрахани несколько военных судов — бомбардирский корабль «Белка», 8-пушечный пакетбот, мореходный плашкоут для транспортировки грузов. Обязанности управляющего адмиралтейством А. А. Попов исполнял до 1820 года.

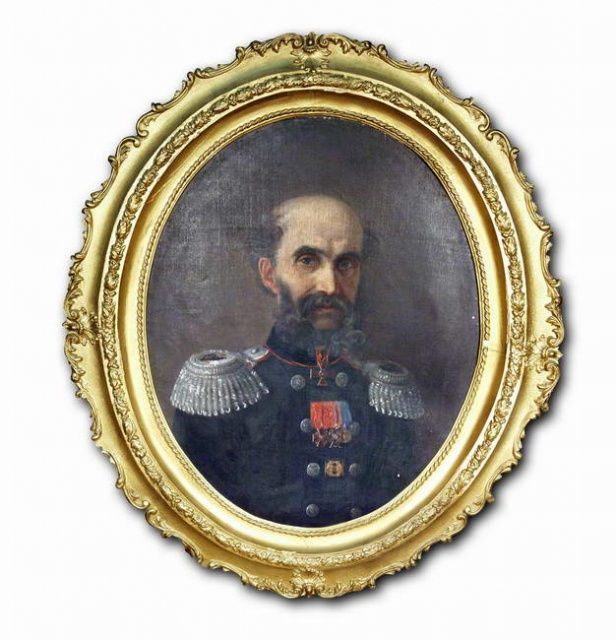
Управляющий Астраханским адмиралтейством в 1821-1831 годах С. О. Бурачёк

В 1821 году из Петербурга в Астрахань для исполнения обязанностей управляющего местным адмиралтейством прибыл кораблестроитель С. О. Бурачёк. За десять лет работы на верфи Астраханского адмиралтейства по чертежам корабельного мастера было построено около 30 новых боевых кораблей и вспомогательных судов. В том числе — восемь бригов, четыре транспорта, яхты, шнявы, а также первые колёсные пароходы.
В 1824 году в Астрахани была построена яхта «Марфа» и 12-пушечный бриг «Орёл», в 1827 году — спущены на воду новые 12-пушечные бриги «Эривань», «Сардар-Абад», «Тавриз», «Аббас-Абад», в 1828 году построены 8-пушечные бриги «Ардебиль», «Джеван-Булак», «Туркменчай» и «Миана». Все они приняли участие в войне с Персией 1826—1828 годов.

### Астраханское адмиралтейство
В 1826 году по представлению О. С. Бурачёка и инициативе командующего Астраханским портом генерал-майора П. Г. Орловского из Казани в Астрахань были переведены верфь и Казанское адмиралтейство. В 1827 году в старом порту Астрахани было построено новое здание адмиралтейства для присутственных мест, а к 1830 году — все остальные здания адмиралтейства. Эллинги неоднократно переносились с одного места на другое вследствие понижения воды в Волге.

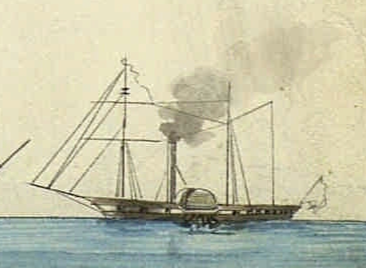
Колёсный пароход «Кура» (1828 год)

В декабре 1827 года в Астрахани поручиком Корпуса корабельных инженеров О. С. Бурачёком были заложены первые колёсные пароходы на Нижней Волге «Кура», «Аракc» и «Предприятие» с паровой машиной номинальной мощностью 40 л. с. (спущены 21 ноября 1828 года).
В 1831 году в Астраханском адмиралтействе прапорщиком Корпуса корабельных инженеров Д. И. Алексеевым были построены три номерных 4-пушечных бота типа «Эмбенский» для охраны российских рыбных промыслов на Каспии, два таких же бота в 1737 году построил строитель прапорщик Корпуса корабельных инженеров С. Г. Бебихов, который также в 1835 году построил пароход «Астрабад» с паровой машиной номинальной мощностью 40 л. с. .
В 1833 году строителем Д. И. Алексеевым был построен 8-пушечный тендер «Черепаха». Были спущены на воду 8-пушечные бриги: в 1834 году — «Баку», в 1836 году — «Мангишлак» (строитель С. Г. Бебихов), в 1837 — «Ардон» (строитель С. Н. Неверов), в 1838 году — 12-пушечный бриг «Аракс» (строитель С. Н. Неверов).
В 1835 году были построены пароход «Астрабад» с паровой машиной номинальной мощностью в 40 л. с. В 1841 году спущен на воду колёсный пароход «Кама». В 1840-х годах на верфях адмиралтейства были собраны пароходы с железным корпусом и машиной в 30 номинальных л. с. «Ленкорань», «Волга», «Тарки», «Астрабад», «Кура», которые были построены по заказу России в Лондоне и перевезены по частям в Астрахань .
Строительство парусных военных судов всех классов, кроме кораблей и фрегатов, для Российского императорского флота на верфях в Астрахани производилось до 1852 года и затем было прекращено. В 1854 году началось преобразование Астраханского порта: при нём был устроен механический завод, работы в котором начались в 1858 году. В том же году был построен деревянный плавучий док, спущенный на воду в 1859 году. Были построены четыре железных транспорта, собрано три парохода; в эту пору наибольшей деятельности порта в Астрахани были устроены две частных верфи вследствие взятого от правительства подряда на постройку четырёх железных винтовых транспортов для Каспийской флотилии.
В 1867 году из-за того, что уровень воды в Волге постоянно понижался и постройка морских судов в астраханском порту становилась затруднительной, военный порт, главная база Каспийского флота и Астраханское адмиралтейство были переведены в Баку. Строительство военных судов в Астрахани было прекращено, здания и верфи адмиралтейства и порта были приобретены пароходным обществом «Кавказ и Меркурий».

## Память
В память об Астраханском адмиралтействе была названа одна из основных улиц Астрахани.